# الین کاسیدی
الین کاسیدی (زاده ۳۱ دسامبر ۱۹۷۹) بازیگر ایرلندی است. از مجموعه‌هایی که وی در آن نقش آفرینی کرده می‌توان به مجموعه تلویزیونی ترسناک - ماجرایی جزیره هارپر محصول شبکه سی‌بی‌اس اشاره نمود.
همسر وی، استفن لورد است. این زوج یک دختر به نام کیلا (زاده ۲۰۰۹) و یک پسر به نام لینات (زاده ۲۰۱۳) دارند و در گرینویچ، لندن زندگی می‌کنند.
از کارهای معروف او می توان به بازی در انگشتر اشاره کرد.

## پیوند
- الین کاسیدی در بانک اطلاعات اینترنتی فیلم‌ها